# شهرستان فرانکلین (ویرجینیا)
شهرستان فرانکلین، ویرجینیا (به انگلیسی: Franklin County, Virginia) یک سکونتگاه مسکونی در ایالات متحده آمریکا است که در ویرجینیا واقع شده‌است.

## خصوصیات
شهرستان فرانکلین ۱٬۸۴۴٫۰۸ کیلومترمربع مساحت دارد.